# Sylwia Kwilińska
Sylwia Kwilińska (ur. 16 sierpnia 1974) – polska lekkoatletka, (sprinterka), mistrzyni i reprezentantka Polski.

## Kariera sportowa
Była zawodniczką Gwardii Olsztyn (do 1993) i AZS-AWF Warszawa.
Na mistrzostwach Polski seniorek na otwartym stadionie zdobyła dziesięć medali: złoty w biegu na 400 metrów w 1996, trzy złote w sztafecie 4 x 100 metrów (1994, 1995 i 1996), dwa złote w sztafecie 4 x 400 metrów (1995, 1996), srebrny w biegu na 400 metrów w 1995, dwa srebrne w sztafecie 4 x 400 metrów (1994, 1997) i brązowy w biegu na 400 metrów w 1994. W halowych mistrzostwach Polski seniorek zdobyła pięć medali: złoty w biegu na 400 metrów w 1997,  srebrny w biegu na 60 metrów w 1993, srebrny w biegu na 400 metrów w 1996 i brązowe medale w biegu na 400 metrów w 1993 i 1995.
Trzykrotnie reprezentowała Polskę na zawodach Pucharu Europy: w 1995 zajęła 8. miejsce w sztafecie 4 x 400 metrów, w zawodach Superligi, w 1996 3. miejsce w biegu na 400 metrów oraz w sztafecie 4 x 400 metrów w zawodach 1 Ligi, w 1997 3. miejsce w sztafecie 4 x 400 metrów w zawodach 1 Ligi.
Była halową rekordzistką Polski juniorek w biegu na 300 metrów, z wynikiem 39,27 (24.01.1993). Wynik ten poprawiła 28.01.2007 Anna Kiełbasińska, uzyskując rezultat 38,87.
Rekordy życiowe:
- 100 m – 12,05 (06.08.1994)
- 200 m – 24,57 (19.07.1992)
- 400 m – 53,50 (26.08.1995)
- 400 m ppł – 59,80 (03.08.1995)